# National Basketball Association 1995-1996
La stagione della National Basketball Association 1995-1996 fu la 50ª edizione del campionato NBA. La stagione si concluse con la vittoria dei Chicago Bulls, che sconfissero i Seattle SuperSonics per 4-2 nelle finali NBA.

## Squadre partecipanti
Con l'ingresso delle due squadre canadesi, i Toronto Raptors e i Vancouver Grizzlies, il numero di team arriva a 29.
- Atlanta Hawks
- Boston Celtics
- Charlotte Hornets
- Chicago Bulls
- Cleveland Cavaliers
- Dallas Mavericks
- Denver Nuggets
- Detroit Pistons
- G.S. Warriors
- Houston Rockets
- Indiana Pacers
- L.A. Clippers
- L.A. Lakers
- Miami Heat
- Milwaukee Bucks

- Minnesota T'wolves
- N.J. Nets
- N.Y. Knicks
- Orlando Magic
- Phoenix Suns
- Philadelphia 76ers
- Portland T. Blazers
- Sacramento Kings
- San Antonio Spurs
- Seattle S.Sonics
- Toronto Raptors
- Utah Jazz
- Vancouver Grizzlies
- Washington Bullets

## Classifica finale

### Eastern Conference
| Squadra            | V  | P  | %    | GB |
| ------------------ | -- | -- | ---- | -- |
| Orlando Magic      | 60 | 22 | 73,2 | -  |
| New York Knicks    | 47 | 35 | 57,3 | 13 |
| Miami Heat         | 42 | 40 | 51,2 | 18 |
| Washington Bullets | 39 | 43 | 47,6 | 21 |
| Boston Celtics     | 33 | 49 | 40,2 | 27 |
| New Jersey Nets    | 30 | 52 | 36,6 | 30 |
| Philadelphia 76ers | 18 | 64 | 22,0 | 42 |

| Squadra             | V  | P  | %    | GB |
| ------------------- | -- | -- | ---- | -- |
| Chicago Bulls C     | 72 | 10 | 87,8 | -  |
| Indiana Pacers      | 52 | 30 | 63,4 | 20 |
| Cleveland Cavaliers | 47 | 35 | 57,3 | 25 |
| Atlanta Hawks       | 46 | 36 | 56,1 | 26 |
| Detroit Pistons     | 46 | 36 | 56,1 | 26 |
| Charlotte Hornets   | 41 | 41 | 50,0 | 31 |
| Milwaukee Bucks     | 25 | 57 | 30,5 | 47 |
| Toronto Raptors     | 21 | 61 | 25,6 | 51 |

### Western Conference
| Squadra                | V  | P  | %    | GB |
| ---------------------- | -- | -- | ---- | -- |
| San Antonio Spurs      | 59 | 23 | 72,0 | -  |
| Utah Jazz              | 55 | 27 | 67,1 | 4  |
| Houston Rockets        | 48 | 34 | 58,5 | 11 |
| Denver Nuggets         | 35 | 47 | 42,7 | 24 |
| Dallas Mavericks       | 26 | 56 | 31,7 | 33 |
| Minnesota Timberwolves | 26 | 56 | 31,7 | 33 |
| Vancouver Grizzlies    | 15 | 67 | 18,3 | 44 |

| Squadra                | V  | P  | %    | GB |
| ---------------------- | -- | -- | ---- | -- |
| Seattle SuperSonics    | 64 | 18 | 78,0 | -  |
| Los Angeles Lakers     | 53 | 29 | 64,6 | 11 |
| Portland Trail Blazers | 44 | 38 | 53,7 | 20 |
| Phoenix Suns           | 41 | 41 | 50,0 | 23 |
| Sacramento Kings       | 39 | 43 | 47,6 | 25 |
| Golden State Warriors  | 36 | 46 | 43,9 | 28 |
| Los Angeles Clippers   | 29 | 53 | 35,4 | 35 |

## Vincitore
| Campione NBA 1995-1996    |
| ------------------------- |
| Chicago Bulls (4º titolo) |

## Statistiche
| Categoria             | Giocatori          | Squadra             | Stat |
| --------------------- | ------------------ | ------------------- | ---- |
| Punti per gara        | Michael Jordan     | Chicago Bulls       | 30,4 |
| Rimbalzi per gara     | Dennis Rodman      | Chicago Bulls       | 14,9 |
| Assist per gara       | John Stockton      | Utah Jazz           | 11,2 |
| Palle rubate per gara | Gary Payton        | Seattle SuperSonics | 2,9  |
| Stoppate per gara     | Dikembe Mutombo    | Denver Nuggets      | 4,5  |
| FG%                   | Gheorghe Mureșan   | Washington Bullets  | 58,4 |
| FT%                   | Mahmoud Abdul-Rauf | Denver Nuggets      | 93,0 |
| 3FG%                  | Tim Legler         | Washington Bullets  | 52,2 |

## Premi NBA
- NBA Most Valuable Player Award: Michael Jordan, Chicago Bulls
- NBA Rookie of the Year Award: Damon Stoudamire, Toronto Raptors
- NBA Defensive Player of the Year Award: Gary Payton, Seattle SuperSonics
- NBA Sixth Man of the Year Award: Toni Kukoč, Chicago Bulls
- NBA Most Improved Player Award: Gheorghe Mureșan, Washington Bullets
- NBA Coach of the Year Award: Phil Jackson, Chicago Bulls
- NBA Executive of the Year Award: Jerry Krause, Chicago Bulls
- All-NBA First Team:
  - F - Karl Malone, Utah Jazz
  - F - Scottie Pippen, Chicago Bulls
  - C - David Robinson, San Antonio Spurs
  - G - Michael Jordan, Chicago Bulls
  - G - Anfernee Hardaway, Orlando Magic
- All-NBA Second Team:
  - F - Shawn Kemp, Seattle Supersonics
  - F - Grant Hill, Detroit Pistons
  - C - Hakeem Olajuwon, Houston Rockets
  - G - Gary Payton, Seattle Supersonics
  - G - John Stockton, Utah Jazz
- All-NBA Third Team:
  - F - Charles Barkley, Phoenix Suns
  - F - Juwan Howard, Washington Bullets
  - C - Shaquille O'Neal, Orlando Magic
  - G - Mitch Richmond, Sacramento Kings
  - G - Reggie Miller, Indiana Pacers
- All-Defensive First Team:
  - F - Dennis Rodman, Chicago Bulls
  - F - Scottie Pippen, Chicago Bulls
  - C - David Robinson, San Antonio Spurs
  - G - Michael Jordan, Chicago Bulls
  - G - Gary Payton, Seattle Supersonics
- All-Defensive Second Team:
  - F - Horace Grant, Orlando Magic
  - F - Derrick McKey, Indiana Pacers
  - C - Hakeem Olajuwon, Houston Rockets
  - G - Bobby Phills, Cleveland Cavaliers
  - G - Mookie Blaylock, Atlanta Hawks
- All-Rookie First Team:
  - Damon Stoudamire, Toronto Raptors
  - Joe Smith, Golden State Warriors
  - Jerry Stackhouse, Philadelphia 76ers
  - Antonio McDyess, Denver Nuggets
  - Arvydas Sabonis, Portland Trail Blazers (pari)
  - Michael Finley, Phoenix Suns (pari)
- All-Rookie Second Team:
  - Rasheed Wallace, Washington Bullets
  - Kevin Garnett, Minnesota Timberwolves
  - Bryant Reeves, Vancouver Grizzlies
  - Brent Barry, Los Angeles Clippers
  - Tyus Edney, Sacramento Kings